# Бандолера
Бандолера (шп. Bandolera) шпанска је сапуница снимана од 2011. до 2013.
У Србији је приказивана од 2014. до 2016. на каналу Пинк соуп.

## Синопсис
Смештена у 19. век, прича прати Сару Ривс, студенткињу шпанске књижевности на Оксфорду. Обожаватељка је мита о Кармен и свега што има везе са Андалузијом. Провела је детињство у Рио Тинту (Уелва), с обзиром на то да су њеног стрица, угледног предузетника, занимали тамошњи рудници. Слуге, материјалне ствари, луксуз и удварач, припадник њеног друштвеног миљеа... То је оно од чега се састоји свет који окружује Сару — свет толико богат када су у питању материјална добра, колико сиромашан када се ради о емоцијама.
Заробљена у таквој колотечини, Сара сања о томе да постане списатељица, новинарка, авантуристкиња која ће упознати људе попут Кармен, уживати у мирису поморанџиног цвета док шета улицама југа... Вођена својим идеалима одлучује да почини лудост, својствену једној од својих омиљених књижевних јунакиња. Не говорећи ништа својим најближима, Сара бежи у Андалузију, у потрази за узбуђењем. Међутим, упркос очекивањима, њени први дани на шпанском тлу потпуно су обесхрабрујући — није срела ниједног разбојника, а осим тога, изгубила је документе и уштеђевину током туче у кафани у селу Арасана, смештеном усред шуме.
Откако је полиција то подручје узела под своју надлежност, разбојници нису ни сенка онога што су некада били. С обзиром на то да је слушала узбудљиве приче о њима, Сара је разочарана, јер не разуме где се то крију згодни и храбри пљачкаши. Упркос томе, магија андалузијског тла осваја је све више. Лепо се слаже са својим суседима - учитељицом, кафеџијом, ковачем, новинарем... Све док је не посети стриц, Ричард Томас, који жели да се она врати у Енглеску. И баш када се чини да Сара разуме да треба да се врати кући, чланови банде разбојника Карансе, бандита старог кова, киднапују њу и стрица. Мигел, нови поручник, добија задатак да ослободи Сару, што и чини. Каранса успева да побегне са својим људима, али Ричард Томас је убијен у гужви и нико не зна ко га је убио. Сара одлучује да остане још неко време у селу, не би ли расветлила злочин.
Мигел обећава да ће јој помоћи, док се међу њима рађа јака привлачност. Игром судбине, Сара је дошла у Андалузију да би пронашла згодне разбојнике, а заправо се заљубила у полицијског поручника, ловца на бандите. Током живота у селу, упознаје богату земљопоседничку породицу Монторо, за коју раде сиромашни Перезови. Млади Роберто Перез заљубљује се у Енглескињу, која више није сигурна у своја осећања. Наиме, убеђена је да воли поручника, али са друге стране, не може да сузбије страст коју осећа према раднику.
Истовремено, Сарина веза са Мигелом наћи ће се на проби када она одлучи да се прикључи Карансиној банди и постане разбојница, не би ли помогла најугроженијима. Када доспе на чело банде, Сара ће водити двоструки живот — сви ће у њој видети само девојку из Енглеске која жели да се бави новинарством, док ће она на све начине покушавати да умакне Мигелу. Он неуморно трага за вођом бандита, несвестан да је то заправо жена. И то жена за којом је изгубио главу...

## Улоге
| Глумац:              | Улога:                        |
| -------------------- | ----------------------------- |
| Марта Хазас          | Сара Ревес                    |
| Карлес Франсино      | Мигел Ромеро                  |
| Мануел Бандера       | Хуан Кабаљеро                 |
| Алфонсо Бегара       | Гаспар Есиха "Ел Чато"        |
| Иван Ермес           | Алваро Монторо                |
| Томас дел Естал      | Томас Моралес                 |
| Марсијал Алварез     | Марсијал Буендија "Ел Галено" |
| Исак Фериз           | Роберто Перез                 |
| Фернандо Вакеро      | Рафалин                       |
| Алекс Мартинез       | Хаиро Флорес                  |
| Мануел Галијана      | Косме Саура                   |
| Хавијер Реј          | Раул Делгадо                  |
| Елио Гонзалес        | Пабло Гармендија              |
| Сара Риверо          | Еухенија Монторо              |
| Лола Марсели         | Адела Орија                   |
| Хесус Рујман         | Еусебио Гармендија            |
| Хуанхо Кукалон       | Пепе Перез                    |
| Хоакин Инохоса       | отац Дамјан                   |
| Ориол Тарасон        | Фернандо дел Каз              |
| Хесус Ногеро         | Лорензо Боканегра             |
| Тамар Новас          | Алехандро де ла Серна         |
| Пастора Вега         | Кармен Саура                  |
| Лола Касамајор       | Леонор Веласко                |
| Ана Турпин           | Тереса Монторо                |
| Еухенио Барона       | капетан Олмедо                |
| Пеп Муне             | Херман Монторо                |
| Елоина Маркос        | Пилар Кандела                 |
| Хорхе Монхе          | Ектор Ибањез                  |
| Лаура Рамос          | Мартина Кастро                |
| Алваро Морте         | Адолфо Кастиљо                |
| Марија Котијељо      | Софија Серано                 |
| Серхио Отери         | Алберто Ферер                 |
| Марта Герас          | Хулијета Перез                |
| Белен Куеста         | Елиса де Вега                 |
| Аријана Мартинез     | Химена Гарсија                |
| Адријан Салседо      | Хуанито Перез                 |
| Хоакин Нотарио       | Тобијас Морено                |
| Росер Тапијас        | Беатриз Ибањез                |
| Мигел Диосдадо       | Лусеро де Линарес             |
| Хорхе Сукет          | Анибал Руиз                   |
| Хуан Хеа             | Каранза                       |
| Хосе Соспедра        | Хулио Серано                  |
| Тереза Уртадо де Ори | Клара Кампос                  |
| Карлос Гарсија       | Емилио Рока                   |
| Анибал Сото          | Томас Перез                   |
| Јоланда Арестери     | Доња Карлота                  |
| Ксенија Тостадо      | Лупе                          |
| Гиљермо Баријентос   | Андрес Соријано               |
| Роберт Гонзалез      | Марио Суарез                  |
| Рут Габријел         | Флор Санчез                   |
| Кристина Урхел       | Ева Ернандез                  |
| Алисија Санз         | Марија Ортега                 |
| Нико Ромеро          | Хесус Ридруехо                |
| Хоакин Кремел        | Алфонсо Фирероа               |